# Trinquete (mecánica)

Trinquete compuesto de una rueda dentada (1) y un gatillo de retención (2), montados en un soporte (3).

Un trinquete es un mecanismo que permite a un engranaje girar hacia un lado, pero le impide hacerlo en sentido contrario, ya que lo traba con un gatillo que engrana en los dientes en forma de sierra. Permite que los mecanismos no giren en el sentido contrario al deseado.
Usos de este mecanismo:
- Es lo que permite que los mecanismos no giren en el sentido contrario al deseado.
- El trinquete se encuentra en el reloj para prevenir que las manecillas giren hacia el sentido contrario. Tiene diferentes formatos y medidas.
- En llaves de carraca que permiten que el movimiento se transmita solo en el sentido deseado.
- El piñón libre de una bicicleta.
- En los cabrestantes manuales, que a su vez también reciben el nombre de trinquetes.